# 14611 Elsaadawi
14611 Elsaadawi eller 1998 SA148 är en asteroid i huvudbältet som upptäcktes den 20 september 1998 av den belgiske astronomen Eric W. Elst vid La Silla-observatoriet. Den är uppkallad efter läkaren Nawal El Saadawi.
Den tillhör asteroidgruppen Astraea.